# Николај Афанасјев
Николај Николајевич Афанасјев (рус. Николай Николаевич Афанасьев; Одеса, 4. септембар 1893 — Париз, 4. децембар 1966) је био православни теолог.

## Детињство
Рођен је у Одеси, 4. септембра 1893. године од родитеља - Николаја Григоријевич Афанасјева и Прасковје Јаковлевне. Отац је умро када је Николај био у средњој школи. У образовање Николаја и његове сестре Зинаиде укључили су се мајка и баба Афанасијева.
Због болести Афанасјев завршава касније средњу школу - 1912. (или 1913) године. Уписао је Медицински факултет у Новоросијску, али је годину дана касније прешао на физику и математику. Током Првог светског рата 1914. године био је у Талину. У 1915. години уписао је Артиљеријску вишу школу након чега је служио у јединицама приобалне артиљерије.
У току грађанског рата, живео је у Одеси, Новоросијску и Севастопољу.

## Емиграција
У новембру 1920, Афанасјев је био евакуисан из Севастопоља у Истанбул, а затим у Краљевину СХС. У пролеће 1921. уписује Богословски факултет Универзитета у Београду. Активно је учествовао у црквеном животу Београда и раду Руског хришћанског студентског покрета. Факултет је завршио у октобру 1925. Предавао је Закон Божји у женској гимназији у Скопљу где је радио до 1929.
Ментор за докторат му је био професор А. П. Доброклонски који је тада био близак будућем српском Патријарху Варнави.
У јесен 1929. добија стипендију Руске Академске групе у Београду за израду доктората. Теза није била заштићена, а испити нису били полагани због породичних прилика. У марту 1930. добија стипендију од Богословског института „Свети Сергије“ у Паризу и добија место на Религиозно-Педагошком Кабинету при Институту, под руководством В. Зењковског. У октобру ове године, након уводног предавања, именован је од 1930. до 1931. на Институту за читање једног предавања недељно на тему: извори црквеног права. Од 1932. до 1940, био је доцент на Богословском институту у Паризу (предавао је канонско право и грчки). Написао је много чланака који су штампани, али је остало много необјављених и незавршених радова. Да би могао да ради, отац Сергије и митрополит Евлогије омогућавају му 1936. да оде на студијски боравак у Лондон. Овде он отпочиње рад на великој студији „Црквени сабори и њихово порекло“.
Почетком рата, 1939. године, Николај Николајевич је био у Швајцарској. Плашећи се да би приликом царинске контроле могао остати без рукописа, оставио га је на чување у Швајцарској.
За ђакона је био рукоположен 7. јануара 1940, а 8. јануара митрополит Евлогије рукоположио га је у чин јереја.
Од маја 1940. до јуна 1941. налазио се у избегличком кампу у граду По у јужној Француској. Од 18. јула 1941 до августа 1947. био је у руској православној парохији у Тунису а након тога му је дата парохија у Бизерти у цркви Светог Александра Невског, а добио је задужење и да повремено опслужује грчке парохије у градовима Тунис и Сфакс.
Од августа 1947. до јесени 1950. био је асистент на Православном богословском институту у Паризу. Докторску дисертацију одбранио је 2. јула 1950. на тему „Црква Светог Духа“. Од јесени 1950. постављен је за редовног професора Богословског института. У теолошком институту је држао предавања: канонско право и црквену историју. Предавања о црквеној историји постаје све више и више, након одласка у САД.
У периоду од 1947—1966. написао је бројна дела, углавном на еклисиологију, објављују и не објављују. Од 1953, многе је почео да објављује на француском језику. Од 1952. године, заједно са оцем Кипријаном, учествовао је литургијска конференцији на Богословском институту „Свети Сергије“ у Паризу, као и на многим екуменским састанцима.
Заједно са педагошким и научним активностима, Афанасиев је био активно укључен у црквену администрацију западноевропског Егзархата руских парохија архиепископије.
Николај Афанасјев преминуо је у недељу, 4. децембра 1966. године.